# Jorge Luis Borges
Jorge Francisco Isidoro Luis Borges Acevedo (Buenos Aires, 24 augustus 1899 – Genève, 14 juni 1986) was een Argentijns dichter, essayist en schrijver van korte verhalen. Hij wordt gerekend tot de belangrijkste schrijvers van de twintigste eeuw. Nobelprijswinnaar Mario Vargas Llosa noemde hem 'de grootste Spaanstalige schrijver sinds Cervantes'. Zijn werk is van bepalende invloed geweest op de opkomst van de Latijns-Amerikaanse literatuur in de tweede helft van de twintigste eeuw.

## Leven en werk

#### Vroege leven
Borges werd geboren in een welgesteld middenklassegezin in Buenos Aires. Zijn vader was hoogleraar Engels en van zijn moeder kreeg hij al vroeg zijn eerste literaire teksten te lezen. Op zijn zevende jaar vertelde hij zijn vader dat hij schrijver wilde worden en deze is hem daarin vervolgens altijd blijven steunen. In 1914 ging het gezin naar Europa en vestigde zich, na Parijs en Italië te hebben bezocht, in Genève. Aldaar op school kwam Borges in contact met de Franse literatuur, die sterke invloed op hem had. In 1919 vertrok de familie naar Spanje en woonde achtereenvolgens in Barcelona, Palma de Mallorca, Sevilla en Madrid. Daar leerde hij de Spaanse klassieken kennen (Quevedo, Cervantes), kwam in contact met het avantgardistische milieu en leerde daar onder anderen de bekende criticus Guillermo de Torre kennen, die later met zijn zus trouwde.
In 1921 keerde het gezin terug naar Buenos Aires, waar Borges met nieuwe ogen naar zijn geboortestad keek. Al snel verwierf hij een vooraanstaande plek in het literaire milieu aldaar; hij was in de jaren twintig betrokken bij de oprichting van een aantal vooraanstaande modernistische literaire tijdschriften en publiceerde gedichten en essays. Hij schreef in zijn jonge jaren drie dichtbundels. In 1930 verscheen zijn biografie over de dichter Evaristo Carriego.

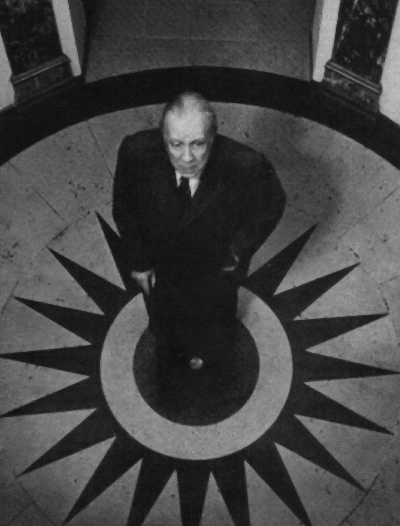
Borges, Hôtel des Beaux Arts, Parijs 1969

#### Fantastische verhalen

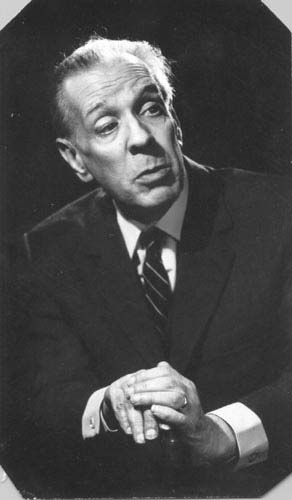
Borges op latere leeftijd

Borges, die nooit een roman schreef, is beroemd geworden door zijn fantastische verhalen. In 1935 verscheen zijn bundel Historia universal de la infamia (Wereldschandkroniek), in 1941 El jardín de senderos que se bifurcan (De tuin met zich splitsende paden) en in 1944 Ficciones (Fantastische verhalen, ook de voorgaande bundel omvattend), waarmee hij internationaal doorbrak. In dezelfde soms magisch realistisch aandoende stijl verscheen in 1949 nog El Aleph (De Aleph). Quasinonchalant vervlecht hij in deze verhalen realiteit en droom en presenteert hij fundamentele problemen als een spel, waarbij hij de lezer vaak misleidt en 'op het verkeerde been zet'. Fantasie en werkelijkheid lopen voortdurend door elkaar. Bewust schept hij een nieuw perspectief op de werkelijkheid, onder meer door een vermenging van bronnen waarop hij zich beroept: sommige daarvan zijn makkelijk te achterhalen, andere zijn volkomen apocrief of zo moeilijk op te sporen dat de lezer voortdurend twijfelt aan de authenticiteit.
Borges laat in zijn verhalen met name de impact zien van grootse ideeën op de mens en kleine gebeurtenissen: de visie van een persoon die de oneindigheid voor de eerste en enige keer ziet. Daarbij houdt hij ervan tussen de regels door te lezen, verborgen verbanden te leggen en de immense, soms vreselijke implicaties ervan te doorzien. Er is voortdurend verwondering over het potentieel van de mens en het universum.
Het werk van Borges, zowel zijn proza als zijn poëzie, heeft een verlicht filosofische inslag en is schatplichtig aan Schopenhauer, Hume, Kafka, maar ook aan het idealisme, het poststructuralisme en het Taoïsme. Ook verwerkt hij met regelmaat complexe wiskundige concepten in zijn werk, bijvoorbeeld in zijn verhalen De bibliotheek van Babel en Het boek van zand, waarin hij teruggrijpt op de verzamelingenleer.
Typerend voor al zijn werk is, niettegenstaande het feit dat het lezen ervan vaak een behoorlijke intellectuele inspanning vereist, de heldere, lichte verteltrant en de humor. Daarbij valt zijn behoefte tot mystificeren op, alsook zijn verbondenheid aan Argentinië en zijn geschiedenis, die telkens weer terugkeert.

#### Later leven

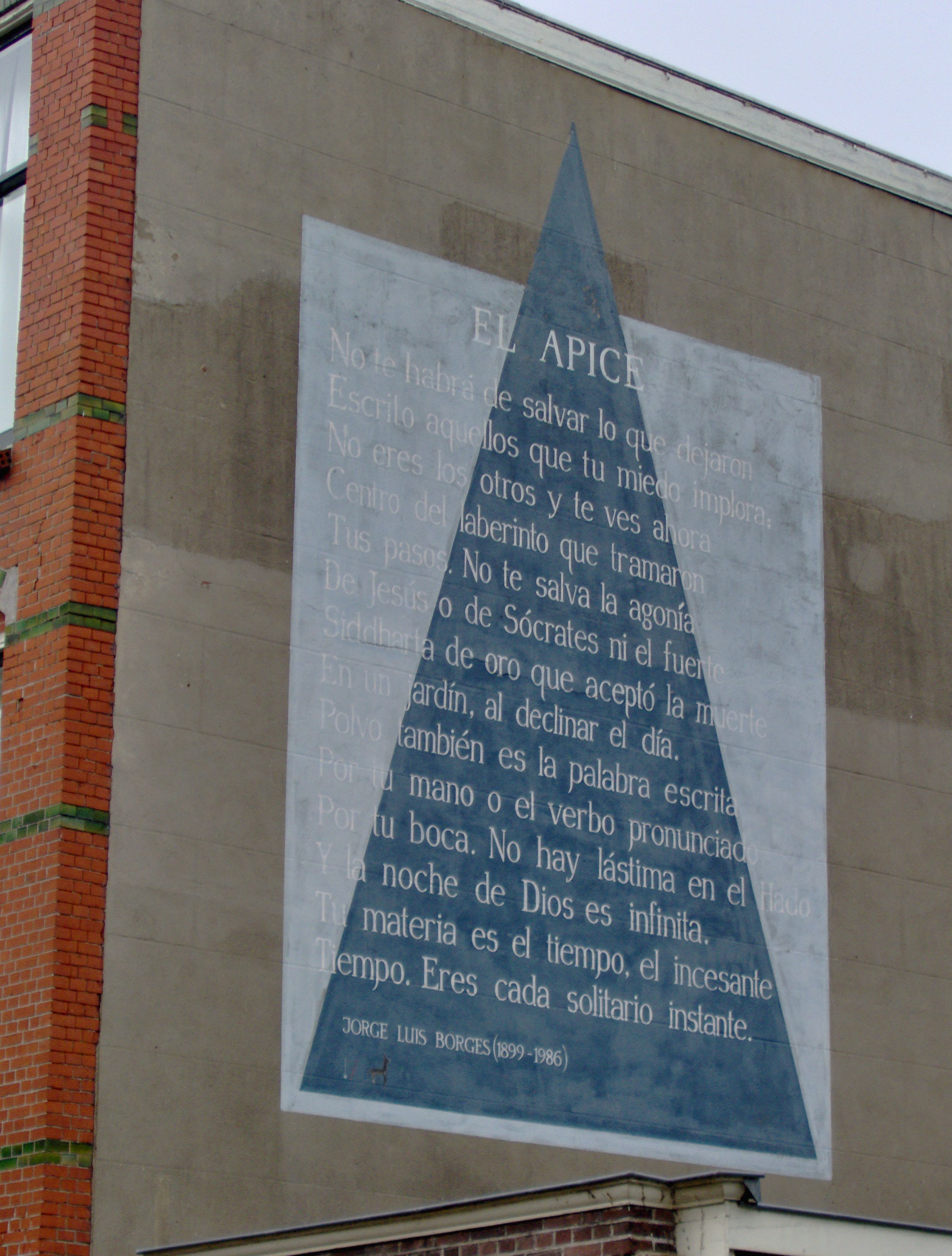
El apice op een muur in Leiden

Borges was in 1938 gaan werken in de stadsbibliotheek van Buenos Aires en stootte in datzelfde jaar zijn voorhoofd zo ernstig dat hij, na een aanvankelijk herstel, langzaam maar zeker blind werd. Op latere leeftijd dicteerde hij zijn werk aan zijn moeder of aan naaste vrienden, met name zijn boezemvriend Adolfo Bioy Casares. Veel van zijn latere werk, vaak met parodistische inslag, schreef hij samen met Casares. Vanaf 1960 vatte hij, na een pauze van drie decennia, ook het dichten weer op en publiceerde nog tien dichtbundels.
In 1946, een jaar nadat Perón aan de macht was gekomen, raakte Borges zijn baan kwijt vanwege het ondertekenen van enkele manifesten tegen de dictator. Na de val van Perón in 1955 werd hij hoofd van de nationale bibliotheek, een jaar later hoogleraar in de Literatuur aan de Universiteit van Buenos Aires en voorzitter van de Argentijnse schrijversbond. In 1976 ondersteunde hij de staatsgreep in zijn land, maar na de Falklandoorlog wendde hij zich van de junta af.
In de jaren zeventig en tachtig steeg de roem van Borges tot wereldwijde proporties. Hij ontving een aantal eredoctoraten en de nationale literatuurprijs van de Universiteit van Cuyo. In 1971 ontving hij ook de Jeruzalemprijs voor de vrijheid van het individu in de maatschappij. De Nobelprijs voor Literatuur heeft hij tot zijn ongenoegen nooit ontvangen, naar wel gesuggereerd werd vanwege zijn conservatieve opvattingen.
Vrijwel het gehele werk van Borges is in het Nederlands vertaald, beginnend met De Aleph en andere verhalen in 1964.

### Samen met Adolfo Bioy Casares
- Seis problemas para don Isidro Parodi (1942)
- Dos fantasías memorables (1946)
- Un modelo para la muerte (1946)
- Cuentos breves y extraordinarios (1955)
- Los orilleros (1955). Filmscript
- El paraíso de los creyentes (1955). Filmscript
- Libro del cielo y del infierno (1960)
- Crónicas de Bustos Domecq (1967)
- Invasión (1969). Filmscript
- Les autres (1974). Filmscript
- Nuevos cuentos de Bustos Domecq (1977)

### Biografie in het Nederlands
- De Literator Als Filosoof - Een Innerlijke Biografie Van Jorge Luis Borges (2005) Robert Lemm, ISBN 978-905-911-260-5.

### Vertalingen in het Nederlands
- De Aleph en andere verhalen (1964), vert. Annie Sillevis, ISBN 90-234-0555-2. Selectie uit El Aleph en Ficciones. Bevat: De Aleph, De onsterfelijke, De andere dood, Deutsches Requiem, Het zoeken van Averroes, Tlön, Uqbar, Orbis Tertius, De ronde ruïnes, De bibliotheek van Babel, De vorm van het zwaard, Judas drie keer en Het zuiden.
- De Zahir (1967), vert. Annie Sillevis, ISBN 90-234-0793-8. Bevat de overige 23 verhalen uit Ficciones en El Aleph.
- Zes raadsels voor Parodi (1968), vert. H. van Herpen en T. de Lange. Vertaling van Seis problemas para don Isidro Parodi.
- Wereldschandkroniek (1970), vert. Annie Sillevis, ISBN 90-214-9455-8. Vertaling van Historia universal de la infamia.
- De kronieken van Bustos Domecq (1971), vert. J. Lechner. Vertaling van Crónicas de Bustos Domecq.
- Het boek van de denkbeeldige wezens (1976) ISBN 90-234-0543-9. Vertaling van El libro de los seres imaginarios.
- Het boek van zand (1977) , vert. Mariolein Sabarte Belacortu, ISBN 978-90-234-0579-5. Vertaling van El libro de arena.
- De roos van Paracelsus en Blauwe tijgers (1982) vert. Barber van de Pol, ISBN 90-234-0795-4. Twee verhalen, vertaling van Rosa y Azul.
- Zeven avonden (1983), vert. Barber van de Pol, ISBN 978-90-234-0812-3. Vertaling van Siete noches.
- Het geheimschrift en andere gedichten (1984), vert. Robert Lemm, ISBN 978-90-234-4596-8. Vertaling van La cifra.
- De geschiedenis van de eeuwigheid en andere essays (1985), vert. Barber van de Pol, ISBN 978-90-234-6193-7. Vertaling van Historia de la eternidad.
- De gezworenen (1986), vert. Robert Lemm, ISBN 978-90-234-0968-X. Vertaling van Los conjurados.
- De maker (1988), vert. Barber van de Pol, ISBN 90-234-3083-2. Vertaling van El hacedor.
- De cultus van het boek en andere essays (1990), vert. Barber van de Pol, ISBN 978-90-234-1540-4.
- De Aleph en andere verhalen (1998), vert. Barber van de Pol, ISBN 978-90-234-5810-4. Vertaling van Historia universal de la infamia, Ficciones en El Aleph.
- Het verslag van Brodie en andere verhalen (1998), vert. Mariolein Sabarte Belacortu en Barber van de Pol, ISBN 90-234-6192-4. Vertaling van El informe de Brodie.
- Alle gedichten (2011), vert. Barber van de Pol en Maarten Steenmeijer, ISBN 978-90-234-6461-7.
- De verhalen (2016), vert. Barber van de Pol en Mariolein Sabarte Belacortu, ISBN 978-90-234-9700-4.
- Everness. Sonnetten (2022), vert. Paul Claes, ISBN 978-90-831-3160-3. Selectie uit sonnetten.

- Bibsys: 90070625
- Biblioteca Nacional de Chile: 000034764
- Biblioteca Nacional de España: XX1720293
- Bibliothèque nationale de France: cb11892985q (data)
- Catàleg d'autoritats de noms i títols de Catalunya: 981058519882306706
- CiNii: DA0004722X
- Digitale Bibliotheek voor de Nederlandse Letteren: borg007
- Gemeinsame Normdatei: 118513532
- International Standard Name Identifier: 0000 0001 2142 9031
- Library of Congress Control Number: n79007035
- Nationale Bibliotheek van Letland: 000026255
- MusicBrainz: 494e041d-9636-4ed1-8bce-776a0f67e181
- Bibliotheek van het Japanse parlement: 00433878
- Nationale Bibliotheek van Tsjechië: jn19981000310
- Nationale bibliotheek van Australië: 35100025
- Nationale Bibliotheek van Israël: 987007258822105171
- Nationale Bibliotheek van Polen: a0000001178324
- Nationale Bibliotheek van Roemenië: 000027809
- Nationale en Universitaire bibliotheek Zagreb: 000007144
- Nederlandse Thesaurus van Auteursnamen: 068624344
- Réseau des bibliothèques de Suisse occidentale: 02-A000021723
- Istituto Centrale per il Catalogo Unico: CFIV007696
- LIBRIS: 207839
- SNAC: w6r49rsv
- Système universitaire de documentation: 026739917
- Trove: 826448
- Union List of Artist Names: 500006476
- Virtual International Authority File: 88919448
- WorldCat: E39PBJyrYX7md4PH6yYpvFPmh3